# Råtorp, Karlstad
Råtorp är en bebyggelse i nordvästra delen av Karlstad som utgör en stadsdel och tätort.
Stadsdelen är cirka 2 km lång och ligger mellan Klarälven och järnvägen mellan Karlstad och Kil. Den äldre delen av Råtorp består nästan uteslutande av villor medan den nybyggda delen Södra Råtorp innehåller såväl villor som lägenheter. I stadsdelen ligger låg- och mellanstadieskolan Råtorpsskolan samt lågstadieskolan Södra Råtorps skola. I området finns också en idrottsanläggning med två fotbollsplaner tillhörande fotbollslaget Råtorps IK.
Från 2015 räknas denna bebyggelse av SCB som en separat tätort, namnsatt till Älvåker och Råtorp då även bebyggelse i Älvåker norr om Råtorp ingår.

## Befolkningsutveckling
| Befolkningsutvecklingen i Älvåker och Råtorp 2015–2020          | Befolkningsutvecklingen i Älvåker och Råtorp 2015–2020 | Befolkningsutvecklingen i Älvåker och Råtorp 2015–2020 | Befolkningsutvecklingen i Älvåker och Råtorp 2015–2020 | Befolkningsutvecklingen i Älvåker och Råtorp 2015–2020 |
| --------------------------------------------------------------- | ------------------------------------------------------ | ------------------------------------------------------ | ------------------------------------------------------ | ------------------------------------------------------ |
|                                                                 |                                                        |                                                        |                                                        |                                                        |
| År                                                              |                                                        |                                                        | Folkmängd                                              | Areal (ha)                                             |
| 2015                                                            | 2015                                                   |                                                        | 3 287                                                  | 126                                                    |
| 2020                                                            | 2020                                                   |                                                        | 3 267                                                  | 126                                                    |
| Anm.: Ny tätort 2015, var före dess en del av tätorten Karlstad |                                                        |                                                        |                                                        |                                                        |